# Альцано-Ломбардо
Альца́но-Ломба́рдо (итал. Alzano Lombardo) — город в Италии, расположен в области Ломбардия, подчинён административному центру Бергамо.
Население составляет 12 065 человек, плотность населения — 898 чел./км². Занимает площадь 13,43 км². Почтовый индекс — 24022. Телефонный код — 00035.
Покровителем города считается святитель Мартин Турский. Праздник города ежегодно празднуется 11 ноября.